# Société de l'industrie minérale
La Société de l’industrie minérale (Sim) est une association loi de 1901 et société savante créée au XIXe siècle en France et basée à Paris. Elle exerce une activité de partage de connaissance  dans le domaine minier et des ressources minérales. 
Elle regroupe des professionnels intéressés par l'exploration, l'exploitation, le traitement, le commerce ou le recyclage des ressources minérales, en mine souterraine, en carrière à ciel ouvert voire en mer (Cf. nodules polymétalliques). 
Elle a un rayonnement qui dépasse les limites de l'hexagone, en Europe et dans le monde francophones notamment (en Afrique, Belgique et Suisse notamment via la publication avec le BRGM de l’Annuaire statistique mondial des minerais et métaux « AS3M » ou World Mining and Metals Yearbook, créé il y a environ 80 ans pour le suivi de 18 métaux  par pays).
Elle participe en tant que telle ou en tant que représentante de l'industrie minérale à divers organismes et congrès ou colloques internationaux.

## Historique
La Société de l’industrie minérale a été fondée le 29 avril 1855 à Saint-Etienne, à l’initiative de Emmanuel-Louis Gruner, (sorti major de  l’École royale des mines en 1833) qui en fut le premier président. Elle a été reconnue d’utilité publique le 5 mars 1879. Il s’agissait, dans l’esprit de Gruner, d’assurer un lien de coopération entre les personnes qui s’occupent de l’art des mines et de la métallurgie. Ce lien devait être le Bulletin, qui publiait soit des mémoires originaux, soit les résultats d’enquêtes menées par des commissions sur les principales questions intéressant les mineurs et les métallurgistes.

## Objectifs, missions
La mission première de la Sim est de faire circuler les connaissances techniques concernant les minéraux et les enjeux associés (enjeux géoéconomique et géostratégiques, de gaspillage, raréfaction et recyclage insuffisant de certaines ressources, difficulté d’accès à certaines ressources, impacts sanitaires et environnementaux de certains métaux ou minéraux toxiques et/ou radioactifs (plomb, arsenic, amiante, uranium...), enjeux réglementaires et fiscaux, enjeux de collecte et tri pour le recyclage) ;
Elle joue aussi dans ce cadre un rôle de veille stratégique, de prospective et d'intelligence économique, avec en France le BRGM et le COMES (Comité pour les métaux stratégiques, créé par décret du 26 janvier 2011), autour de 4 groupes de travail créés en mars 2011 sur : 
1. l'identification et l'évaluation des besoins de l'industrie française ;
2. les ressources disponibles sur terre et en mer ;
3. le développement des économies de matières premières et le recyclable (la Sim dispose d'un "Groupe Recyclage" ) ;
4. les aspects transnationaux.

La Société s'intéresse notamment à l'évolution de ressources jugées stratégiques pour l'industrie et les armées, comme : gallium, germanium, niobium, terres rares, béryllium, molybdène, rhénium, sélénium, tellure, antimoine, lithium, tantale, graphite et tungstène.

## Publications
La Sim a publié divers ouvrages sur ses thèmes de travail et deux revues (Mines & Carrières, et Recyclage & Valorisation).

## Liste des dirigeants
| Identité                            | Période   | Période | Durée |
| Identité                            | Début     | Fin     | Durée |
| ----------------------------------- | --------- | ------- | ----- |
| Emmanuel-Louis Gruner (1809 - 1883) | 1855      | 1858    | 3 ans |
| Charles-Romain Lan (1826 - 1885)    | 1859      | 1860    | 1 an  |
| Thierry Meilland-Rey (d)            | juin 2019 |         |       |